# Federação Gabonesa de Voleibol
A Federação Gabonesa de Voleibol  (em francêsː Fédération gabonaise de volley-ball, FGV) é  uma organização fundada em 1965 que governa a pratica de voleibol na Gabão, sendo membro da Federação Internacional de Voleibol e da Confederação Africana de Voleibol, a entidade é responsável por  organizar  os campeonatos nacionais de  voleibol masculino e feminino no país.